# Polányi
A Polányi régi magyar családnév, amely származási helyre utalhat: Polány (Somogy vármegye), Magyarpolány (Veszprém vármegye), Sorokpolány (Vas vármegye).

## Híres Polányi nevű családok
- Polányi család, eredetileg Pollacsek, zsidó eredetű család, amelynek tagjai a magyar szellemi életben komoly szerepet töltöttek be

## Híres Polányi nevű személyek
- Polányi Mihály (1891–1976) magyar-brit tudós
- Polányi Károly (1886–1964) magyar gazdaságtörténész, szociálfilozófus
- Polányi János (1929) Nobel-díjas magyar származású kanadai kémikus, fizikus
- Polányi Imre (1925–1999) magyar történész